# 2001年のバロンドール

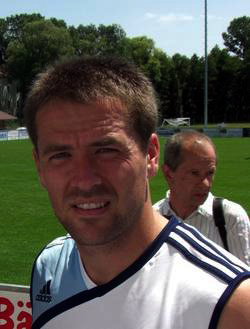
2001年のバロンドールを受賞したマイケル・オーウェン

2001年のバロンドールは、欧州各国のスポーツジャーナリストの投票によってサッカーの欧州年間最優秀選手を決める賞で、リヴァプールのマイケル・オーウェン（イングランド）が受賞した。授賞式は2001年12月18日に行われた。

## 概要
イングランド国籍の受賞者は1956年のスタンリー・マシューズ、1966年のボビー・チャールトン、1978年と1979年のケビン・キーガンがおり、オーウェンは4人目の受賞者である。リヴァプール所属の選手としては初めて受賞した。

## 結果
| 順位 | 選手                           | 国籍         | 所属クラブ                        | ポイント |
| ---- | ------------------------------ | ------------ | --------------------------------- | -------- |
| 1    | マイケル・オーウェン           | イングランド | リヴァプール                      | 176      |
| 2    | ラウル・ゴンサレス             | スペイン     | レアル・マドリード                | 140      |
| 3    | オリバー・カーン               | ドイツ       | バイエルン・ミュンヘン            | 114      |
| 4    | デビッド・ベッカム             | イングランド | マンチェスター・ユナイテッド      | 102      |
| 5    | フランチェスコ・トッティ       | イタリア     | ASローマ                          | 57       |
| 6    | ルイス・フィーゴ               | ポルトガル   | レアル・マドリード                | 56       |
| 7    | リバウド                       | ブラジル     | バルセロナ                        | 20       |
| 8    | アンドリー・シェフチェンコ     | ウクライナ   | ACミラン                          | 18       |
| 9    | ティエリ・アンリ               | フランス     | アーセナル                        | 14       |
| 9    | ジネディーヌ・ジダン           | フランス     | ユヴェントス / レアル・マドリード | 14       |
| 11   | ビセンテ・リザラズ             | フランス     | バイエルン・ミュンヘン            | 10       |
| 12   | ダヴィド・トレゼゲ             | フランス     | ユヴェントス                      | 7        |
| 13   | シュテファン・エッフェンベルク | ドイツ       | バイエルン・ミュンヘン            | 6        |
| 14   | ヘンリク・ラーション           | スウェーデン | セルティック                      | 4        |
| 14   | アレッサンドロ・ネスタ         | イタリア     | ACミラン                          | 4        |
| 16   | フアン・セバスティアン・ベロン | アルゼンチン | マンチェスター・ユナイテッド      | 3        |
| 16   | エルナン・クレスポ             | アルゼンチン | ラツィオ                          | 3        |
| 18   | エウベル                       | ブラジル     | バイエルン・ミュンヘン            | 2        |
| 18   | ガイスカ・メンディエタ         | スペイン     | ラツィオ                          | 2        |
| 18   | ロベルト・カルロス             | ブラジル     | レアル・マドリード                | 2        |
| 18   | ダミアーノ・トンマージ         | イタリア     | ASローマ                          | 2        |
| 18   | サミ・ヒーピア                 | フィンランド | リヴァプール                      | 2        |
| 18   | エマヌエル・オリサデベ         | ポーランド   | パナシナイコス                    | 2        |
| 18   | エッベ・サンド                 | デンマーク   | シャルケ04                        | 2        |
| 25   | ロベルト・バッジョ             | イタリア     | ブレシア                          | 1        |
| 25   | スティーヴン・ジェラード       | イングランド | リヴァプール                      | 1        |
| 25   | ルイ・コスタ                   | ポルトガル   | ACミラン                          | 1        |

- 以下の選手はノミネートされたもののポイントを得られなかった。

| 選手                               | 国籍           | 所属クラブ                   |
| ---------------------------------- | -------------- | ---------------------------- |
| ソニー・アンデルソン               | ブラジル       | オリンピック・リヨン         |
| ファビアン・バルテズ               | フランス       | マンチェスター・ユナイテッド |
| ガブリエル・バティストゥータ       | アルゼンチン   | ASローマ                     |
| ジャンルイジ・ブッフォン           | イタリア       | パルマ / ユヴェントス        |
| カフー                             | ブラジル       | ASローマ                     |
| ヴァンサン・カンデラ               | フランス       | ASローマ                     |
| アレッサンドロ・デル・ピエロ       | イタリア       | ユヴェントス                 |
| マルセル・デサイー                 | フランス       | チェルシー                   |
| リオ・ファーディナンド             | イングランド   | リーズ                       |
| ライアン・ギグス                   | ウェールズ     | マンチェスター・ユナイテッド |
| ジミー・フロイド・ハッセルバインク | オランダ       | チェルシー                   |
| イバン・エルゲラ                   | スペイン       | レアル・マドリード           |
| ハリー・キューウェル               | オーストラリア | リーズ                       |
| パトリック・クライファート         | オランダ       | バルセロナ                   |
| サミュエル・クフォー               | ガーナ         | バイエルン・ミュンヘン       |
| 中田英寿                           | 日本           | ASローマ / パルマ            |
| パベル・ネドベド                   | チェコ         | ラツィオ / ユヴェントス      |
| ペドロ・パウレタ                   | ポルトガル     | ボルドー                     |
| ロベール・ピレス                   | フランス       | アーセナル                   |
| ポール・スコールズ                 | イングランド   | マンチェスター・ユナイテッド |
| リリアン・テュラム                 | フランス       | パルマ / ユヴェントス        |
| パトリック・ヴィエラ               | フランス       | アーセナル                   |